# Les Anges Exterminateurs (film)
Les Anges Exterminateurs (anglicky The Exterminating Angels, volný překlad do češtiny Padlí andělé) je francouzský hraný film z roku 2006, který režíroval Jean-Claud Brisseaua (17. července 1944, Paříž – 11. května 2019, Paříž). Film byl poprvé promítán na Filmovém festivalu v Cannes 20. května 2006, ve francouzských kinech 13. září 2006, v USA byla promítána upravená verze 11. března 2007.

## Děj
Film je o režisérovi jménem François, který natáčí filmový projekt o podstatě ženské erotiky, chtíči, rozkoši a překročení tabu. Neví, že dva padlí andělé, kteří se dostali do jeho mysli, s ním manipulují. François se setkává s herečkami, které před ním odhalují své fantazie a představy. Na jeho přání pak tři z nich: Julie, nejistá Charlotte a lhářka Stéphanie, prožijí lesbický pohlavní styk. Jeho manželka nemá o celém projektu z počátku ani tušení, ale později, když vše odhalí, stane se jeho asistentkou. François si neuvědomuje, že v představách dívek je mnohem více, což ústí v tragické konce. 
V tomto filmu je tenká hranice mezi uměním, soft pornem, intelektuální diskusí, povrchním blábolem a voyerismem značně rozostřená.
Film je zčásti autobiografický. V roce 2002 byl režisér Brisseau zatčen a obviněn z obtěžování, dostal pokutu a byl odsouzen na jeden rok. Žalovaly jej tři ženy, které během konkurzu na jím připravovaný film, předváděly na jeho podnět vzájemné pohlavní styky.

## O filmu
Zvukový doprovod filmu natočil Jean Musy.
Film měl tržby: v USA 22 490 USD, celosvětově 154 210 USD.

## Obsazení
| Frédéric van den Driessche | François                     |
| Maroussia Dubreuil         | Charlotte                    |
| Lise Bellynck              | Julie                        |
| Marie Allan                | Stéphanie                    |
| Sophie Bonnet              | Nathalie, manželka Françoise |
| Raphaële Godin             | padlý anděl (1), Rebecca     |
| Margaret Zenou             | padlý anděl (2)              |
| Jeanne Cellard             | babička                      |
| Virginie Legeay            | Virginie                     |
| Estelle Galarme            | Olivie                       |
| Marine Danaux              | Agnès                        |
| Apolline Louis             | Céline                       |
| François Négret            | přítel Stéphanie             |
| Christophe Maillard        | producent                    |
| Françoise Bonnet           | soused z schodiště           |
| Olivier Perrot             | policista                    |

### Hlášky z filmu
- Rebecca, padlý anděl: „Je ti dvacet. Jsi krásná. Jsi mladá. Svět ti leží u nohou. Používáš své kouzlo. Ale to nevydrží. Staneš se méně krásnou. Zájem lidí o tebe začne oslabovat. Vždycky tu ale bude někdo, kdo ti zaplatí (cenu)."[11]
- Rebecca, padlý anděl: „Pozoruj tuto mladou ženu. Poslouchej ji. Bude tě inspirovat. Udělá z tebe slavnou ..."[11]
- Céline: „Všichni jsme trochu divní. Trochu oplzlí, to také. Čím větší tabu, tím více se nám to líbí."[12]

## Zajímavosti
Režisér Jean-Claude Brisseau se tímto filmem romanticky přizpůsobuje své vlastní eponymické knize, kde popisuje konkrétní metody své práce, např. jak si vybírá své herečky, jak se stal odsouzeným za obtěžování a sexuální napadání hereček, které se účastnily jeho konkurzů.